# Погіньки (зупинний пункт)
Погіньки́ — пасажирський залізничний зупинний пункт Рівненської дирекції Львівської залізниці.
Розташований неподалік від села Погіньки Ковельського району Волинської області на лінії Здолбунів — Ковель між станціями Любитів (8 км) та Голоби (7 км).
Станом на березень 2019 року щодня чотири пари електропоїздів прямують за напрямком Ковель-Пасажирський — Ківерці/Луцьк/Здолбунів.